# Çiftepınar, Erdemli
Çiftepınar là một xã thuộc huyện Erdemli, tỉnh Mersin, Thổ Nhĩ Kỳ. Dân số thời điểm năm 2011 là 983 người.